# Cereijo (Pontevedra)

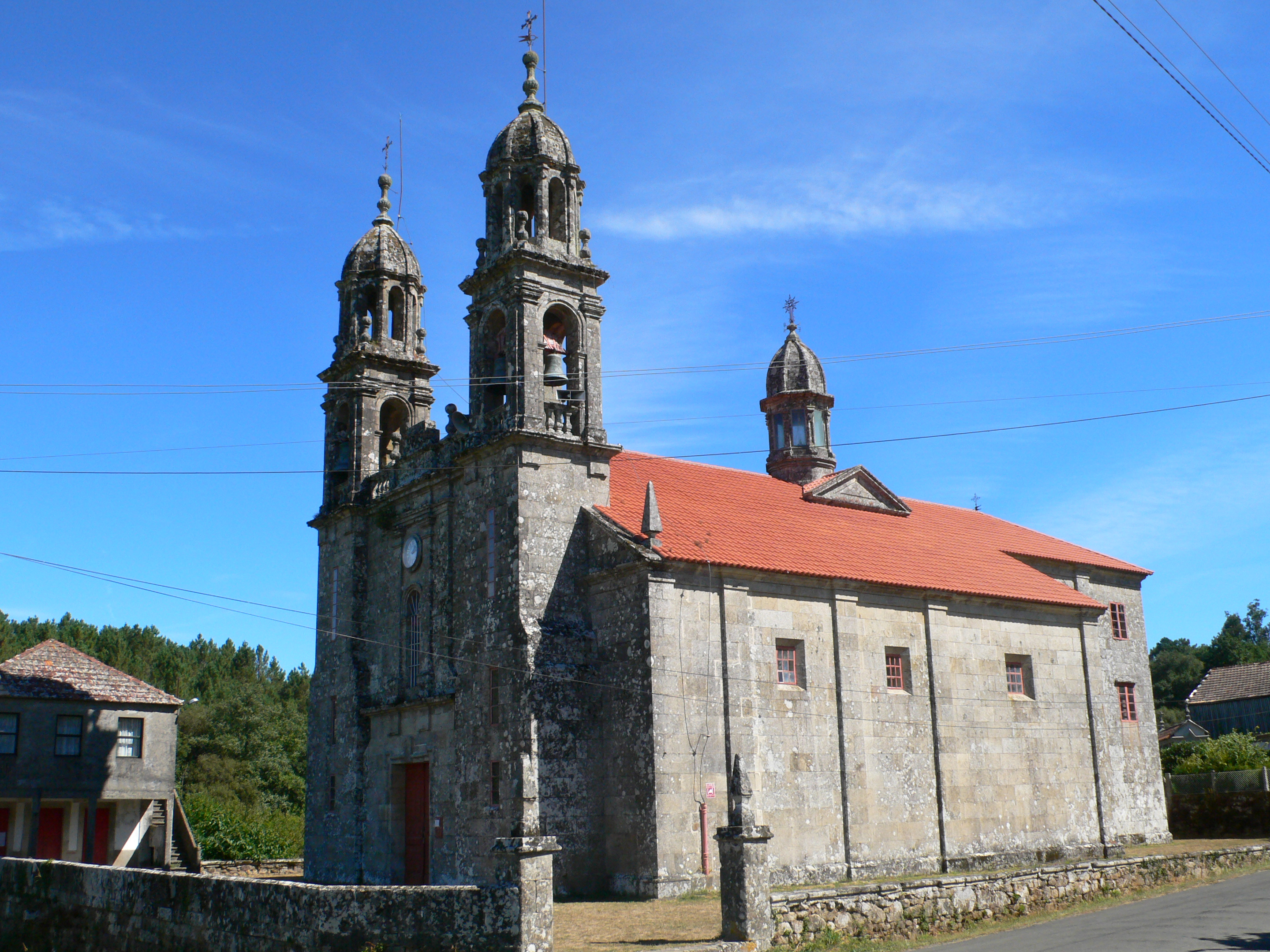
Esta es la parroquia

Cereijo (llamada oficialmente San Xurxo de Cereixo) es una parroquia del municipio de La Estrada, en la provincia de Pontevedra, Galicia, España.

## Límites
Limita con las parroquias de Vinseiro, Lamas, Tabeirós, Guimarey, Lagartones, Callobre y Rubín.

## Demografía
En 1842 tenía una población de hecho de 273 personas. En los veinte años que van de 1986 a 2006 la población pasó de 265 a 212 personas, lo cual significó una pérdida del 20,00%.
En 2012 había empadronados 184 vecinos.
A fecha de 2018, San Jorge de Cereijo tenía una población de 178 vecinos.